# Kokumin Kyōkai
El Kokumin Kyōkai (国民協会?   «Asociación Nacional») fue un partido político de Japón que existió durante la era Meiji.

## Historia
Dirigidos por Saigō Jūdō y Shinagawa Yajirō, los partidarios nacionalistas de Matsukata Masayoshi y su gobierno establecieron el Kokumin Kyōkai en junio de 1892. El partido apoyó la expansión del ejército y la industrialización, y a principios de 1893 tenía 68 miembros en la Dieta Nacional. Apoyó menos al gobierno de Itō Hirobumi instalado en agosto de 1892, y gradualmente se convirtió en un partido de oposición.
El partido ganó 35 escaños en la Dieta Nacional durante las elecciones de marzo de 1894, pero se redujo a 32 en las elecciones de septiembre de 1894. En 1897, las deserciones lo redujeron a 23 representantes, y aunque ganó 29 escaños en las elecciones de marzo de 1898, solo ganó 21 escaños en las elecciones de septiembre de 1898. Posteriormente fue disuelto en 1899 y sucedido por el Teikokutō.